# Aulorhynchidae
Famille
Les Aulorhynchidae sont une famille de poissons téléostéens de l'ordre des Gasterosteiformes ou des Perciformes selon les classifications.

## Taxonomie
Selon le World Register of Marine Species, cette famille ne serait composée que d'un genre monotypique avec l'espèce Aulorhynchus flavidus.
Le genre Aulichthys considéré comme faisant partie de cette famille par l'ITIS serait, pour le WRMS, à rattacher à la famille des Hypoptychidae.

## Liste des genres
Selon World Register of Marine Species (18 août 2021) :
- genre Aulorhynchus

Selon ITIS (18 août 2021) :
- genre Aulichthys Brevoort in Gill, 1862
- genre Aulorhynchus Gill, 1861